# قانون نابليون
قانون نابليون (بالفرنسية: Code Napoléon)‏ هو مجموعة القوانين التي تحكم القانون المدني الفرنسي تمييزا له عن القانون الجنائي. وهو ينسب إلى الإمبراطور الفرنسي نابليون بونابرت.

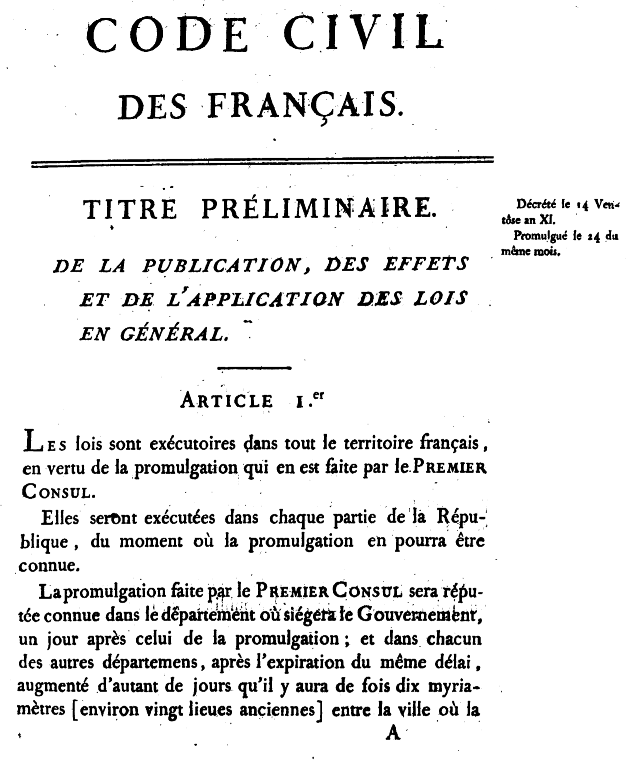
غلاف قانون نابليون الصادر عام 1804

في العام 1800 عين نابليون لجنة من أربعة قضاة متمرسين لوضع كل القوانين المدنية الفرنسية في مجموعة واحدة. وبدأ تنفيذ هذه القوانين في 21 مارس 1804، لتعرف باسم "قانون نابليون"، بعد أن أصبح نابليون إمبراطورا لفرنسا لكن اسمها الرسمي القانون المدني.

## أصوله
كانت تلك القوانين مزيجا بين القوانين المعروفة آنذاك في فرنسا الرومانية. كما مزجت بين أفكار الثورة الفرنسية إذ منحت للشعب حريات جديدة لكنها أبقت على بعض الأفكار التقليدية مثل نظام الإرث.
حسب المؤرخ جوستاف لوبون أن نابوليون بونابارت خلال حملته في مصر أخذ معه كتاب شرح الدردير على متن خليل و ترجمه للفرنسية ويذهب مؤرخون آخرون للقول أن الكثير من القوانين المدنية مبنية مباشرة من مؤلفات خليل للفقه الإسلامي المالكي.

## راجع أيضًا
- قانون مدني